# Michael D. West
Michael D. West, född 28 april 1953 i Niles, Michigan, är en amerikansk biogerontolog och en pionjär inom stamceller, cellulärt åldrande och telomeras. Han är grundare och VD för AgeX Therapeutics, en startup inriktad på experimentell gerontologi.

## Uppväxt och utbildning
West föddes i Niles, Michigan, in i en förmögen familj som drev en biluthyrningsverksamhet. Efter examen från Niles Senior High School tog West en kandidatexamen i psykologi från Rensselaer Polytechnic Institute 1976. Han återvände sedan till Niles för att hjälpa till att driva familjeföretaget innan han återupptog sina akademiska studier. Han tog en magisterexamen i biologi från Andrews University 1982. Samma år började han arbeta på Samuel Goldsteins laboratorium, en molekylärgerontolog vid University of Arkansas i Little Rock, och började forska om åldrandets molekylärbiologi. Efter en konflikt med Goldstein om en serie experiment där han visade att resultat som Goldstein hade publicerat i Cell var experimentella artefakter, flyttade han till Baylor College of Medicine, där han arbetade i laboratoriet hos en annan molekylärgerontolog, James Smith, och tog examen med en doktorsexamen i cellbiologi 1989. Han utförde postdoktoral forskning vid University of Texas Southwestern Medical Center.

## Karriär
Innan West började på BioTime var han styrelseordförande, vetenskaplig chef och VD för Advanced Cell Technology (ACT), ett annat bioteknikföretag inriktat på stamcellsforskning. ACT bytte senare namn till Ocata Therapeutics och förvärvades av det japanska läkemedelsföretaget Astellas Pharma för 379 miljoner USD eller 8,50 USD per aktie i februari 2016.
Innan dess var West grundare, direktör och vetenskaplig chef för Geron, för vilket han säkrade riskkapitalinvesteringar från Kleiner Perkins Caufield &amp; Byers, Venrock och Domain Associates.  På Geron initierade och ledde West program inom telomerbiologi relaterade till åldrande, cancer och mänsklig embryonal stamcellsteknik.
West organiserade det första samarbetet för att isolera mänskliga pluripotenta (embryonala) stamceller i syfte att tillverka produkter inom regenerativ medicin i samarbete med James Thomson vid University of Wisconsin i Madison, John Gearhart vid Johns Hopkins School of Medicine, och Roger Pedersen vid University of California, San Francisco.
I sin telomerasforskning klonade West och kollegor vid Geron RNA-komponenten i telomeras och samarbetade med Thomas Cech (vinnare av Nobelpriset i kemi 1989), med vilken de klonade den katalytiska komponenten i enzymet telomeras, och sponsrade samarbetsforskning i Carol Greiders laboratorium, då vid Cold Spring Harbor Laboratory. Geron publicerade bevis för telomeras roll i cancer och cellimortalisering i samarbete med Woodring Wright och Jerry Shay vid University of Texas Southwestern Medical Center i Dallas.
Till företagets vetenskapliga och kliniska rådgivande nämnd rekryterade han Günter Blobel (vinnare av Nobelpriset i fysiologi 1999), Leonard Hayflick, Carol Greider (vinnare av Nobelpriset i medicin 2009), James Watson (vinnare av Nobelpriset i medicin 1962) och andra.
West har varit huvudtalare vid evenemang som World Stem Cell och är associerad med 146 patent i bland annat USA, Australien och Japan.
West är medlem i Alcor Life Extension Foundations vetenskapliga rådgivande nämnd. Han är en av undertecknarna av Forskarnas öppna brev om kryonik.

### Böcker
West har författat och medredigerat böcker om ämnen som djurkloning, åldrande, biogerontologi, stamceller, stamcellsbiologi och regenerativ medicin.
- 2002 Principles of Cloning ISBN 0-12-174597-X
- 2003 The Immortal Cell, by Michael D. West, Doubleday ISBN 978-0-385-50928-2
- 2004 Handbook of Stem Cells: Volume 1 Embryonic Stem Cells ISBN 0-12-436642-2
- 2004 Handbook of Stem Cells: Volume 2 Adult and Fetal Stem Cells ISBN 0-12-436644-9
- 2006 Essentials of Stem Cell Biology ISBN 0-12-088442-9
- 2010 The Future of Aging ISBN 9048139988
- 2010 The Future of Aging: Pathways to Human Life Extension ISBN 978-90-481-3998-9